# 客观结构化临床考试
客观结构化临床考试（Objective Structured Clinical Examination, OSCE）是一种医学临床技能考试，一般用于评价实习/见习医生或医学生的对临床知识和临床技能掌握的程度。 
OSCE的测试内容包括：有一个或多个标准化病人（Standardized Patients，SP）；考生模拟实际临床操作，包括：对病人相关临床资料（病史、主诉、主观症状和客观体征）的采集、医学相关信息检索（PubMed等）、做出临床诊断并给与治疗计划等。最后由主考人或标准化病人对考生进行评价。